# Diploma Bertha Lutz

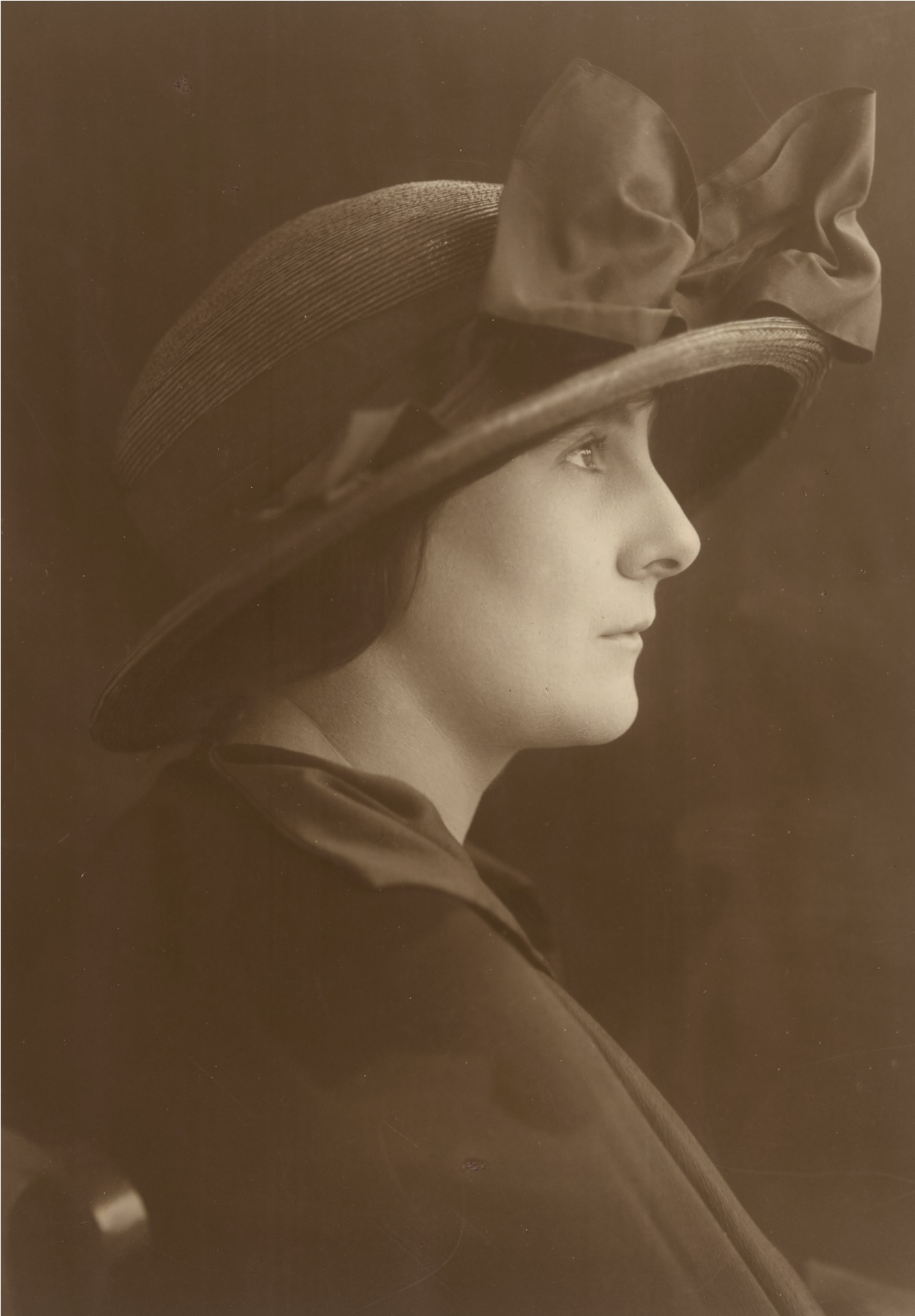
Bertha Lutz durante a juventude.

O Diploma Bertha Lutz, também conhecido como Prêmio Bertha Lutz, foi instituído pelo Senado Federal do Brasil para agraciar mulheres que tenham oferecido relevante contribuição na defesa dos direitos da mulher e questões do gênero no Brasil. Homenageia a bióloga brasileira e líder feminista Bertha Lutz.
Foi instituído pela Resolução nº 2/2001 , com base em Projeto de Resolução de 1998 apresentado pela Senadora Emília Fernandes. É conferido, anualmente, em sessão do Senado Federal especialmente convocada para esse fim a realizar-se durante as atividades do Dia Internacional da Mulher - 8 de março - e agracia cinco mulheres de diferentes áreas de atuação. Podem indicar nomes de candidatas ao Diploma entidades governamentais e não governamentais, que devem encaminhar a sugestão à Mesa do Senado Federal, por meio da Secretaria Geral da Mesa - Secretaria de Apoio a Conselhos e Órgãos do Parlamento - SCOP, acompanhada do currículo da candidata, com justificativa de sua indicação. A apreciação das indicações e a escolha das agraciadas é feita pelo Conselho do Diploma Mulher-Cidadã Bertha Lutz, composto por um representante de cada partido político com assento no Senado Federal.

## Homenageadas

### 2002
- Luiza Erundina, Deputada Federal (PSB-SP);
- Maria Berenice Dias, desembargadora do Rio Grande do Sul;
- Maria Isabel Lopes, secretária municipal de Fortaleza;
- Heleieth Saffioti, socióloga e professora de São Paulo;
- Herilda Balduíno de Sousa, advogada do Distrito Federal[2]

### 2003
- Emília Fernandes, Secretária Especial de Políticas para as Mulheres;
- Raimunda Gomes da Silva, quebradeira de babaçu no Tocantins;
- Nair Jane de Castro Lima, empregada doméstica no Rio de Janeiro e fundadora de uma das primeiras associações da categoria;
- Nazaré Gadelha, advogada que milita na área de Direitos Humanos no Acre;
- Sueli Carneiro, militante dos movimentos Negro e Feminista em São Paulo. [3]

### 2004
- Eva Sopher, presidenta da Fundação Theatro São Pedro, de Porto Alegre;
- Maria Gleyde Martins Costa, do Conselho Estadual de Defesa dos Direitos da Mulher, de Roraima;
- Mônica Maria de Paula Barroso, que trabalha como defensora pública em Fortaleza;
- Maria Aparecida Schumaher, do Movimento de Defesa dos Direitos da Mulher, no Rio de Janeiro;
- Zuleika Alambert, feminista, escritora, conferencista e política com atuação em Santos (SP)[4]

### 2005
- Clara Charf, do Conselho Nacional dos Direitos da Mulher;
- Maria da Penha Maia Fernandes, farmacêutica que lutou para que o marido que tentou matá-la fosse condenado e, assim, inspirou a Lei Maria da Penha;
- Palmerinda Donato, jornalista;
- Rozeli da Silva, gari, idealizadora do Centro Infantil Renascer da Esperança de apoio a crianças carentes de Porto Alegre;
- Zilda Arns, coordenadora da Pastoral da Criança[5]

### 2006
- Elizabeth Altino Teixeira, sobrevivente das Ligas Camponesas na Paraíba;
- Geraldina Pereira de Oliveira, trabalhadora rural do Pará;
- Rosmary Corrêa, advogada e deputada estadual de São Paulo;
- Jupyra Barbosa Ghedini, funcionária pública federal;
- Raimunda Putani, pajé indígena, do Acre[6]

### 2007
- Mãe Beata de Iemanjá, Ialorixá do Rio de Janeiro;
- Suely Batista dos Santos de Mato Grosso;
- Moema Libera Viezzer (Paraná);
- Maria Yvone Loureiro Ribeiro (Alagoas);
- Ivana Farina Navarrete Pena (Goiás)[7]

### 2008
- Alice Editha Klausz;
- Maria dos Prazeres de Souza;
- Jandira Feghali;
- Mayana Zatz;
- Rose Marie Muraro[8]

### 2009
- Lily Marinho;
- Sônia Maria Amaral Fernandes Ribeiro;
- Elisa Lucinda Campos Gomes;
- Neide Viana Castanha;
- Cléa Anna Maria Carpi da Rocha;
- Ruth Cardoso (in memoriam)[9]

### 2010
- Leci Brandão da Silva;
- Maria Augusta Tibiriçá Miranda;
- Cleuza Pereira do Nascimento;
- Andréa Maciel Pachá;
- Clara Perelberg Steinberg;
- Fani Lerner (in memoriam);
- Maria Lygia de Borges Garcia (homenagem especial)[10]

### 2011
- Maria Liège Santos Rocha
- Chloris Casagrande Justen, pedagoga, participou do Conselho Estadual de Educação do Paraná e é filiada à ONG Soroptimista, destinada a prestar serviços para melhorar as condições de vida das mulheres. É vice-presidente da Academia Paranaense de Letras;
- Maria José da Silva, criou a Associação de Moradores do Conjunto Bento Ribeiro Dantas, no Complexo da Maré, no Rio de Janeiro, onde atua na área da coleta seletiva e reciclagem, voltada para a inclusão social dos catadores de materiais recicláveis;
- Maria Ruth Barreto Cavalcante, psicopedagoga graduada na Escola de Pedagogia de Colônia (Alemanha), em 1967, foi presa pelos militares quando preparava grupos de universitários treinados para alfabetizar adultos;
- Carmen Helena Ferreira Foro, primeira mulher a assumir um cargo de direção em uma central de trabalhadores no Brasil, como vice-presidenta da Central Única dos Trabalhadores;
- Ana Maria Pacheco de Vasconcelos (in memoriam) [11]

### 2012
- Dilma Rousseff, primeira Presidente do Brasil;
- Maria Prestes, viúva do dirigente comunista Luiz Carlos Prestes;
- Eunice Michiles, primeira senadora eleita da história do Brasil;
- Rosali Scalabrin, representante da Comissão Pastoral da Terra;
- Ana Alice da Costa, professora associada do Departamento de Ciências Políticas da Universidade Federal da Bahia, criadora do NEIM, responsável pelo Programa de Pós-Graduação em Estudos Interdisciplinares sobre Mulheres, oferecido pela UFBA.[12]

### 2013
- Jô Moraes, deputada;
- Adélia Pessoa, educadora;
- Amabília Almeida e Telma Ayres, ativistas;
- Luzia Santiago, missionária[13]

### 2014
- Cristina Buarque, secretária da Mulher de Pernambuco;
- Delaíde Arantes, ministra do Tribunal Superior do Trabalho (TST);
- Magnólia Rocha, presidente da Liga Roraimense de Combate ao Câncer;
- Zezé Rocha, ex-deputada estadual da Bahia;
- Maria Lygia Maynard, presidente da Associação de Pais e Amigos dos Deficientes Auditivos de Sergipe[14]

### 2015
- Creuza Maria Oliveira
- Cármen Lúcia
- Clara Araújo
- Mary Garcia Castro
- Ivanilda Pinheiro Salucci
- Maria Elizabeth Teixeira Rocha
- Débora Martins Bonafé dos Santos (in memoriam)[15]

### 2016
- Ellen Gracie Northfleet
- Lucia Regina Antony
- Luiza Helena de Bairros
- Lya Luft
- Marco Aurélio Mello[16]

### 2017
- Denice Santiago
- Diza Gonzaga
- Isabel Cristina de Azevedo Heyvaert
- Raimunda Luzia de Brito
- Tatiane Bernardi Teixeira Pinto[17]

### 2018
As 26 deputadas que atuaram no processo constituinte entre 1987 e 1988 foram agraciadas. 
- Abigail Feitosa, in Memoriam
- Anna Maria Rattes
- Benedita da Silva
- Bete Mendes
- Beth Azize
- Cristina Tavares, in Memoriam
- Dirce Tutu Quadros, in Memoriam
- Eunice Michiles
- Irma Passoni
- Lídice da Mata
- Lúcia Braga
- Lúcia Vânia
- Márcia Kubitschek, in Memoriam
- Maria de Lourdes Abadia
- Maria Lúcia Melo de Araújo
- Marluce Pinto
- Moema São Thiago
- Myriam Portella
- Raquel Cândido
- Raquel Capiberibe
- Rita Camata
- Rita Furtado, in memoriam
- Rose de Freitas
- Sadie Hauache
- Sandra Cavalcanti
- Wilma de Faria, in memoriam

### 2019
Foram 23 homenageadas ao todo, juízas, artistas, produtoras artesanais, ativistas, políticas e professoras receberam a homenagem:
- Alzira Soriano, in memoriam
- Ana Benedita de Serqueira e Silva
- Bibi Ferreira, in memoriam
- Delanira Pereira Gonçalves
- Eudésia Vieira, in memoriam
- Fabiane Maria de Jesus, in memoriam
- Gabriela Manssur
- Helena Heluy
- Helena Meireles, in memoriam
- Heley de Abreu Silva Batista, in memoriam
- Hermínia Maria Silveira Azoury
- Iolanda Ferreira Lima
- Iracy Ribeiro Mangueira Marques
- Jaceguara Dantas da Silva
- Laélia de Alcântara, in memoriam
- Laissa Guerreira
- Leide Moreira, in memoriam
- Leiliane Silva
- Márcia Abrahão Moura, ex-reitora da UnB
- Margarida Lemos Gonçalves, in memoriam
- Maria Esther Bueno, in memoriam
- Maria Lucia Fattorelli
- Marielle Franco, in memoriam

### 2022
No ano que o Diploma Bertha Lutz completa 20 anos, depois de dois anos de interrupção, devido à pandemia de covid-19, a honraria foi entregue foram 21 homenageadas:
- Ana Lara Camargo de Castro
- Andrea Gadelha
- Angela Salazar
- Eva Evangelista
- Filomena Camilo do Vale
- Flávia Arruda
- Flávia Cintra
- Heloísa Starling
- Ilda Peliz
- Inês Santiago
- Jocilene Barbosa
- Jurema Werneck
- Luiza Trajano
- Margareth Dalcolmo
- Michelle Bolsonaro
- Miracy Barbosa de Souza Gustin
- Mônica Sifuentes
- Renata Gil Alcantara
- Rosa Geane
- Ruth Almeida
- Wilma de Faria, in memoriam

### 2023
No ano de 2023 a honraria foi entregue para sete homenageadas:
- Clara Filipa Camarão, in memoriam, indígena que participou da expulsão dos franceses do Maranhão e liderou em Pernambuco um grupo de guerreiras que ajudou a derrotar os holandeses na Batalha de Tejucupapo e na Batalha dos Guararapes.
- Glória Maria, in memoriam, uma das primeiras mulheres negras a atuar no jornalismo televisivo no Brasil.
- Ilana Trombka, diretora-geral do Senado Federal.
- Ilona Szabó, cientista política especialista em segurança pública e política de drogas e fundadora do Instituto Igarapé.
- Nilza Valéria Zacarias, jornalista fundadora da Frente de Evangélicos pelo Estado de Direito.
- Janja da Silva, socióloga e 38.ª Primeira-dama do Brasil.
- Rosa Weber, presidente do Supremo Tribunal Federal.

### 2024
No ano de 2024 a honraria foi entregue para cinco homenageadas:
- Eugênia Nogueira do Rêgo Monteiro Villa, delegada da Polícia Civil do Piauí e pioneira na criação da 1ª Delegacia de Feminicídio do Brasil.
- Maria Mary Ferreira, professora e pesquisadora da Universidade Federal do Maranhão.
- Gina Vieira Ponte, professora da Secretaria de Estado de Educação do Distrito Federal.
- Luciana Christina Guimarães Lóssio, primeira mulher a ocupar o cargo de ministra do TSE (2011-2017).
- Dulcerita Soares Alves, promotora de Justiça do Ministério Público da Paraíba.

### 2025
No ano de 2025 a honraria foi entregue para dezenove homenageadas:
- Ani Heinrich Sanders Produtora rural do estado do Piauí.
- Antonieta de Barros (in memoriam) Primeira mulher negra a ser eleita deputada no Brasil, pelo estado de Santa Catarina.
- Bruna dos Santos Costa Rodrigues Juíza no Tribunal de Justiça do estado do Ceará.
- Conceição Evaristo Escritora e membro da Academia Mineira de Letras.
- Cristiane Rodrigues Britto Advogada e ex-ministra da Mulher, da Família e dos Direitos Humanos.
- Elaine Borges Monteiro Cassiano Reitora do Instituto Federal de Mato Grosso do Sul (IFMS).
- Elisa de Carvalho Pediatra, professora universitária e membro da Academia de Medicina de Brasília.
- Fernanda Montenegro Atriz.
- Fernanda Torres Atriz e escritora.
- Janete Ana Ribeiro Vaz Empreendedora e cofundadora do Grupo Sabin.
- Jaqueline Gomes de Jesus Escritora, professora e primeira gestora do sistema de cotas para negros da Universidade de Brasília (UnB).
- Joana Marisa de Barros Médica mastologista e imaginologista mamária no estado da Paraíba.
- Lúcia Willadino Braga Neurocientista e presidente da Rede Sarah.
- Maria Terezinha Nunes Coordenadora da Rede Equidade e ex-cordenadora do Programa Pró-equidade de Gênero e Raça do Senado.
- Marisa Serrano Ex-senadora.
- Patrícia de Amorim Rêgo Procuradora de Justiça do Ministério Público do Estado do Acre.
- Tunísia Viana de Carvalho Mãe de Haia (caso de subtração internacional de criança) e ativista dos direitos maternos e infantojuvenis.
- Virgínia Mendes Filantropa e primeira-dama de Mato Grosso.
- Viviane Senna Filantropa e presidente do Instituto Ayrton Senna.